# Semileptotettix triangularis
Semileptotettix triangularis är en insektsart som beskrevs av Brunner von Wattenwyl 1895. Semileptotettix triangularis ingår i släktet Semileptotettix och familjen vårtbitare. Inga underarter finns listade i Catalogue of Life.